# 蔚鍾
蔚鍾（1523年—？），字萬鍾，號龍田，山東青州府壽光縣人，軍籍，明朝政治人物。

## 生平
己酉科（1549年）山東鄉試第十名舉人。嘉靖三十五年（1556年）中式丙辰科三甲第一百九十一名進士。吏部观政，授行人司行人，三十八年升司副、司正，四十一年升工部郎中，四十二年致仕，卒。

## 家族
曾祖蔚自謙；祖父蔚堂；父蔚愷，贈工部署郎中；母馬氏，封太孺人。兄鎮、弟钱。